# Mirante da Serra
Mirante da Serra là một đô thị thuộc bang Rondônia, Brasil. Đô thị này có diện tích 1191,88 km², dân số năm 2007 là 12086 người, mật độ 10,14 người/km².